# Истраживања у педагогији (часопис)
Истраживања у педагогији (енгл. Research in Pedagogy) је часопис отвореног приступа који је међународно рецензиран, с међународним уређивачким одбором. Намењен је објављивању налаза научних истраживања у педагогији, пре свега, емпиријских, али и теоријских, примењених и др.

## О часопису
Министарство за науку и технологију Републике даје своје мишљење да је часопис националног значаја (М52). Часопис има намеру да подстакне интерес за истраживања у педагогији, те да омогући да се налазима тестирају и аргументовано критички сагледавају домети и ограничења нових теоријских приступа, модела и стратегија у васпитању и образовању. Једна од намера је и да се подстакне и појача комуникација између истраживача у овој области у региону, Европи и шире, као и да налази буду мост између теоријских концепата и праксе и омогуће практичарима да и сами врше провере у своме раду и тако себе приближе моделу рефлексивних практичара. Сврха часописа је и да послужи актерима у реформским потезима образовних политика које су, неретко, засноване на паушалним оценама и са слабом емпиријском аргуменатацијом, а велике друштвене промене у последњим деценијама, време транзиције, траже научно расветљавање контекста за педагошке стратегије. 

Не мање вредан циљ је и да се подстакну теоријске рефлексије о методолошким питањима, односно да се дискутују метатеоријска питања, попут филозофских основа парадигми у педагошким истраживањима, домета и оганичења хетеродоксне и ортодоксне парадигме, могућности њихове триангулације…

## Историјат
Часопис Истраживања у педагогији излази од 2011. године. Од 2011. год. до 2016. год. часопис је био билингвалан на енглеском и српском језику а од 2016. год. издаје се само на енглеском језику. 

## Периодичност излажења
Часопис излази два пута годишње у јуну и децембру. 

## Уредници
Главни и одгововорни уредник часописа је Грозданка Гојков, академик. 

## Аутори прилога
Часопис Истраживања у педагогији даје приоритет емпиријским и примењивим истраживањима у области образовања. Часопис објављује оригиналне научне и стручне радове. Радови пролазе кроз процес анонимне рецензије. 

## Научна вредност часописа
Министарство за науку и технологију Републике даје своје мишљење да је часопис националног значаја (М52).

### Електронски облик часописа
Све релевантне информације о часопису и архива претходних бројева не енглеском језику се налазе на сајту Истраживања у педагогији 

### Индексирање у базама података
- EBSCO
- COBISS (RS)
- Scientific Indexing Service
- Scholar Steer
- Academic keys
- Electronic Journals Library EZB
- SCIndex
- ZDB-OPAC
- CrossRef
- Academic Resource index (ResearchBib)
- Universitäts¬biblio¬thek Leipzig
- Staats- und Universitätsbibliothek Hamburg
- Wissenschaftszentrum Berlin für Sozialforschung, Berlin